# Cryptocentrus caeruleopunctatus
Cryptocentrus caeruleopunctatus är en fiskart som först beskrevs av Rüppell, 1830.  Cryptocentrus caeruleopunctatus ingår i släktet Cryptocentrus och familjen smörbultsfiskar. Inga underarter finns listade i Catalogue of Life.